# Włodzimierz Długoszewski
Włodzimierz Długoszewski (ur. 6 kwietnia 1905 w Krakowie, zm. 25 lipca 1945 w Hamburgu) – polski wioślarz, dziennikarz, publicysta sportowy oraz redaktor koncernu IKC.

## Życiorys
Ukończył dwie uczelnie krakowskie: Uniwersytet Jagielloński (Wydział Filozoficzny) i Wyższe Studium Handlowe. Od 1928 do 1939 był korespondentem berlińskiego czasopisma Wassersport. W 1938 został laureatem nagrody dziennikarskiej Państwowego Urzędu Wychowania Fizycznego i Przysposobienia Wojskowego. Był wiceprezesem krakowskiego oddziału Związku Dziennikarzy Sportowych RP, a także działaczem i zawodnikiem AZS Kraków i Sokoła Kraków. W trakcie kariery sportowej został dwukrotnie akademickim mistrzem świata w kategorii jedynek (1924 i 1927) i czterokrotnie mistrzem Polski (1926, 1927, 1929 i 1930). Na Igrzyskach Olimpijskich w Berlinie w 1936 był kapitanem polskiej reprezentacji wioślarskiej.  
Podczas II wojny światowej był redaktorem w krakowskim Propaganda Amt. Od jesieni 1939 działał w ZWZ-AK. Został aresztowany 6 listopada 1942. Uwięziono go najpierw w więzieniu na ul. Montelupich, a następnie w niemieckim obozie koncentracyjnym Auschwitz z numerem 79036. Jesienią 1944 przewieziono go do obozu koncentracyjnego Sachsenhausen, gdzie dożył wyzwolenia. Został umieszczony w obozie dla oswobodzonych więźniów Gedehne koło Hamburga. Zmarł tam z wycieńczenia na tyfus.

## Ordery i odznaczenia
- Srebrny Krzyż Zasługi (19 marca 1935)[4]